# Pseudohylesinus variegatus
Pseudohylesinus variegatus là một loài côn trùng trong họ Curculionidae. Loài này được Blandford miêu tả khoa học đầu tiên.
Đây là loài gây hại của cây Abies religiosa, phát triển phổ biến ở Mexico.